# Protomulyo
Protomulyo is een bestuurslaag in het regentschap Kendal van de provincie Midden-Java, Indonesië. Protomulyo telt 11.511 inwoners (volkstelling 2010).